# Sugarcult
Sugarcult ist eine Punk-Band aus Santa Barbara, Kalifornien (USA) deren Musik vom Stil der 1970er-Jahre geprägt ist. Der Name „Sugarcult“ kommt von einer Gruppe Lesben, die gegenüber dem Leadsänger Tim Pagnotta wohnten.

## Geschichte
Tim Pagnotta traf den Ex-Schlagzeuger Ben Davis, welcher damals noch Bass spielte, während einer Pause in der Schule. Sie fingen an zusammen zu spielen, bis Tim "Airin Older", einen weiteren Klassenkameraden, dazuholte. Ben übernahm das Schlagzeug und Airin spielte den Bass. Der Gitarrist „Marko 72“ wurde nach einem Konzert der Band Superdrag von Tim in die Band geholt. Die beiden trafen sich, weil sie dieselben Klamotten trugen, Marko wurde in die Band aufgenommen, ohne dass Tim ihn je spielen hörte.
Im Jahr 2003 verließ Schlagzeug Ben Davis die Band, er wurde durch Kenny Livingstone, den Schlagzeuger der Band Lefty, ersetzt.

## Diskografie

### Studioalben
| Jahr | Titel                      | Höchstplatzierung, Gesamtwochen, AuszeichnungChartplatzierungen (Jahr, Titel, Platzierungen, Wochen, Auszeichnungen, Anmerkungen) | Höchstplatzierung, Gesamtwochen, AuszeichnungChartplatzierungen (Jahr, Titel, Platzierungen, Wochen, Auszeichnungen, Anmerkungen) | Anmerkungen                              |
| Jahr | Titel                      | UK | US | Anmerkungen                              |
| ---- | -------------------------- | --- | --- | ---------------------------------------- |
| 2001 | Start Static               | — | US194 (2 Wo.)US | Erstveröffentlichung: 21. August 2001    |
| 2004 | Palm Trees and Power Lines | — | US46 (20 Wo.)US | Erstveröffentlichung: 13. April 2004     |
| 2006 | Lights Out                 | — | US64 (2 Wo.)US | Erstveröffentlichung: 12. September 2006 |

Weitere Veröffentlichungen
- 1998: Five
- 1999: Eleven
- 2000: Wrap Me Up in Plastic
- 2005: Back to the Disaster
- 2008: Rewind 2001–2008

### Singles
| Jahr | Titel Album                         | Höchstplatzierung, Gesamtwochen, AuszeichnungChartplatzierungen (Jahr, Titel, Album, Platzierungen, Wochen, Auszeichnungen, Anmerkungen) | Höchstplatzierung, Gesamtwochen, AuszeichnungChartplatzierungen (Jahr, Titel, Album, Platzierungen, Wochen, Auszeichnungen, Anmerkungen) | Anmerkungen                       |
| Jahr | Titel Album                         | UK | US | Anmerkungen                       |
| ---- | ----------------------------------- | --- | --- | --------------------------------- |
| 2001 | Stuck in America Start Static       | UK91 (1 Wo.)UK | — | Erstveröffentlichung: April 2001  |
| 2001 | Bouncing Off the Walls Start Static | UK98 (1 Wo.)UK | — | Erstveröffentlichung: August 2001 |

Weitere Singles
- 2002: Pretty Girl (The Way)
- 2004: She's the Blade
- 2004: Memory
- 2006: Do It Alone
- 2006: Los Angeles